# Zuid-Afrika op de Olympische Zomerspelen 2012
Zuid-Afrika nam deel aan de Olympische Zomerspelen 2012 in Londen, Verenigd Koninkrijk.

## Medailleoverzicht
| Sport     | Olympiër                                                | Onderdeel                    | Medaille |
| --------- | ------------------------------------------------------- | ---------------------------- | -------- |
| Atletiek  | Caster Semenya                                          | 800m (v)                     | *        |
| Roeien    | Matthew Brittain Sizwe Ndlovu John Smith James Thompson | lichtgewicht vier-zonder (m) | Goud     |
| Zwemmen   | Cameron van der Burgh                                   | 200m school (m)              | Goud     |
| Zwemmen   | Chad le Clos                                            | 200m vlinder (m)             | Goud     |
| Zwemmen   | Chad le Clos                                            | 100m vlinder (m)             | Zilver   |
| Kanovaren | Bridgitte Hartley                                       | K1 500m (v)                  | Brons    |

De oorspronkelijke zilveren medaille werd later aangepast naar goud na diskwalificatie van de gouden medaillewinnares.

## Deelnemers en resultaten
(m) = mannen, (v) = vrouwen 

### Atletiek

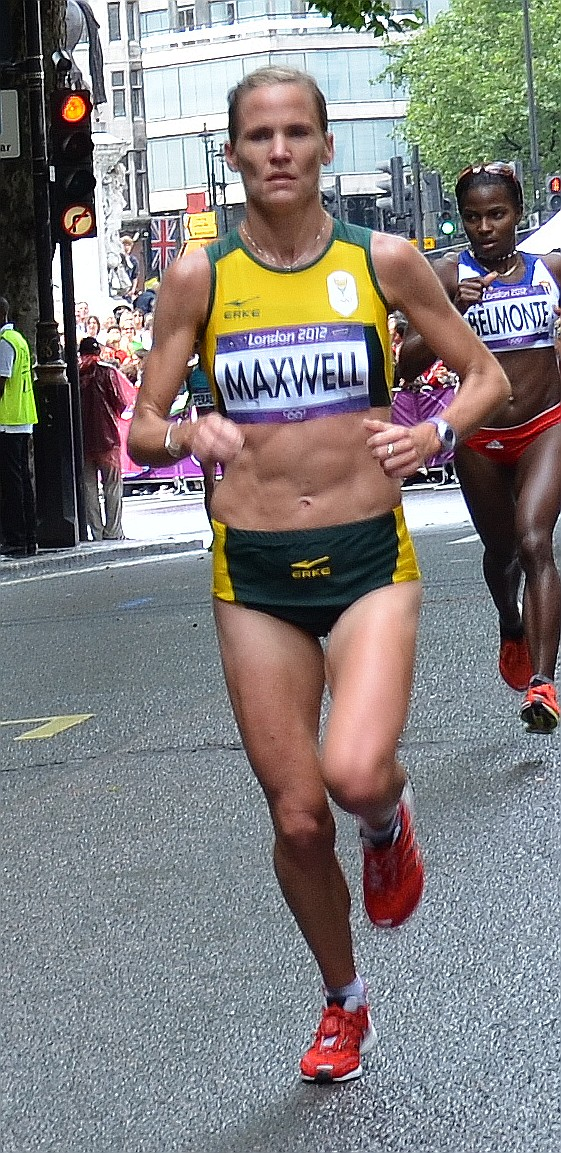
Tanith Maxwell in de olympische marathon

| Olympiër                                                       | Onderdeel              | Resultaat | Prestatie |
| -------------------------------------------------------------- | ---------------------- | --------- | --------- |
| Anaso Jobodwana                                                | 200m (m)               | 8e        | 20,69     |
| Willie de Beer                                                 | 400m (m)               |           |           |
| Oscar Pistorius                                                | 400m (m)               | HF        | 46,54     |
| Andre Olivier                                                  | 800m (m)               |           |           |
| Lehann Fourie                                                  | 110m horden (m)        |           |           |
| Cornel Fredericks                                              | 400m horden (m)        |           |           |
| Louis Jacob van Zyl                                            | 400m horden (m)        |           |           |
| Willie de Beer Shaun de Jager Ofentse Mogawane Oscar Pistorius | 4x400m (m)             |           |           |
| Godfrey Khotso Mokoena                                         | verspringen (m)        |           |           |
| Willem Coertzen                                                | tienkamp (m)           |           |           |
| Lusapho April                                                  | marathon (m)           |           |           |
| Stephen Mokoka                                                 | marathon (m)           |           |           |
| Coolboy Ngamole                                                | marathon (m)           |           |           |
| Marc Mundell                                                   | 50 km snelwandelen (m) |           |           |
|                                                                |                        |           |           |
| Caster Semenya                                                 | 800m (v)               | Zilver    | 1.57,23   |
| Sunette Viljoen                                                | speerwerpen (v)        |           |           |
| Irvette van Blerk                                              | marathon(v)            |           |           |
| René Kalmer                                                    | marathon(v)            |           |           |
| Tanith Maxwell                                                 | marathon(v)            |           |           |

### Badminton
| Olympiër                        | Onderdeel      | Resultaat | Prestatie |
| ------------------------------- | -------------- | --------- | --------- |
| Dorian James Willem Viljoen     | dubbelspel (m) |           |           |
|                                 |                |           |           |
| Michelle Edwards Annari Viljoen | dubbelspel (v) |           |           |

### Boksen
| Olympiër         | Onderdeel                  | Resultaat | Prestatie |
| ---------------- | -------------------------- | --------- | --------- |
| Ayabonga Sonyica | bantamgewicht [-56 kg] (m) |           |           |
| Siphiwe Lusizi   | weltergewicht [-69 kg] (m) |           |           |

### Boogschieten
| Olympiër      | Onderdeel       | Resultaat | Prestatie |
| ------------- | --------------- | --------- | --------- |
| Karen Hultzer | individueel (v) |           |           |

### Gewichtheffen
| Olympiër    | Onderdeel     | Resultaat | Prestatie                                        |
| ----------- | ------------- | --------- | ------------------------------------------------ |
| Jean Greeff | tot 94 kg (m) | 20e       | totaal: 313 kg (trekken: 137 kg; stoten: 176 kg) |

### Hockey
| Olympiër | Onderdeel | Resultaat | Prestatie |
| --- | --------- | --------- | --- |
| Andrew Cronje Timothy Drummond Ian Haley Rhett Halkett Marvin Harper Julian Hykes Lance Louw Lloyd Madsen Thornton McDade Lloyd Norris-Jones Taine Paton Wade Paton Erasmus Pieterse Justin Reid-Ross Jonathan Robinson Austin Smith                         | mannen    |           | groepsfase Zuid-Afrika 0-6 Australië Zuid-Afrika 2-2 Groot-Brittannië Zuid-Afrika 2-3 Spanje Zuid-Afrika 4-5 Pakistan Zuid-Afrika 3-6 Argentinië 11e/12e plaats Zuid-Afrika 3-2 India        |
| Tarryn Bright Dirkie Chamberlain Pietie Coetzee Bernadette Coston Sulette Damons Illse Davids Lisa-Marie Deetlefs Lesle-Ann George Lenise Marais Marsha Marescia Mariette Rix Shelley Russell Kathleen Taylor Nicolene Terblanche Jennifer Wilson Kate Woods | vrouwen   |           | groepsfase Zuid-Afrika 0-7 Argentinië Zuid-Afrika 1-4 Nieuw-Zeeland Zuid-Afrika 0-2 Duitsland Zuid-Afrika 0-1 Australië Zuid-Afrika 7-0 Verenigde Staten 9e/10e plaats Zuid-Afrika 1-2 Japan |

### Judo
| Olympiër       | Onderdeel     | Resultaat | Prestatie |
| -------------- | ------------- | --------- | --------- |
| Gideon van Zyl | tot 73 kg (m) |           |           |

### Kanovaren
| Olympiër          | Onderdeel   | Resultaat | Prestatie |
| ----------------- | ----------- | --------- | --------- |
| Tiffany Kruger    | K1 200m (v) |           |           |
| Bridgitte Hartley | K1 500m (v) | Brons     |           |

### Paardensport
| Olympiër                      | Onderdeel | Resultaat | Prestatie |
| ----------------------------- | --------- | --------- | --- |
| Alexander Peternell op "Asih" | eventing  | 49e       | dressuur: 70.40 strafpunten crosscountry: 46.00 strafpunten = totaal: 116.40 (56e) springen 1R: 7.00 strafpunten = totaal: 123.40 |

### Roeien
| Olympiër                                                   | Onderdeel              | Resultaat | Prestatie |
| ---------------------------------------------------------- | ---------------------- | --------- | --------- |
| Matthew Brittain Lawrence Ndlovu John Smith James Thompson | Lichte-vier-zonder (m) | Goud      |           |
|                                                            |                        |           |           |
| Lee-Ann Persse Naydene Smith                               | twee-zonder (v)        |           |           |

### Schietsport
| Olympiër       | Onderdeel      | Resultaat | Prestatie |
| -------------- | -------------- | --------- | --------- |
| Alistair Davis | dubbeltrap (m) |           |           |

### Triatlon
| Olympiër        | Onderdeel | Resultaat | Prestatie |
| --------------- | --------- | --------- | --------- |
| Richard Murray  | mannen    |           |           |
|                 |           |           |           |
| Kate Roberts    | vrouwen   |           |           |
| Gillian Sanders | vrouwen   |           |           |

### Voetbal
| Olympiër | Onderdeel | Resultaat | Prestatie                                                                      |
| --- | --------- | --------- | ------------------------------------------------------------------------------ |
| Roxanne Barker Zamandosi Cele Amanda Dlamini Judith Hlumbane Refiloe Jane Kylie-Ann Louw Noko Matlou Andisiwe Mgcoyi Philadelphia Mndaweni Portia Modise Sanah Mollo Robyn Moodaly Marry Ntsweng Nompumelelo Nyandeni Amanda Sister Leandra Smeda Janine van Wyk Nothando Vilakazi | vrouwen   | 1e ronde  | Groepsfase Zuid-Afrika 1-4 Zweden Zuid-Afrika 0-3 Canada Zuid-Afrika 0-0 Japan |

### Volleybal
| Olympiër                        | Onderdeel | Resultaat | Prestatie |
| ------------------------------- | --------- | --------- | --------- |
| Freedom Chiya Grant Goldschmidt | beach (m) |           |           |

### Wielersport
| Olympiër             | Onderdeel        | Resultaat | Prestatie                  |
| Baan                 | Baan             | Baan      | Baan                       |
| -------------------- | ---------------- | --------- | -------------------------- |
| Bernard Esterhuizen  | keirin (m)       |           |                            |
| Bernard Esterhuizen  | sprint (m)       |           |                            |
| BMX                  |                  |           |                            |
| Sifiso Nhlapo        | mannen           |           |                            |
| Mountainbike         |                  |           |                            |
| Phillip Buys         | mannen           |           |                            |
| Burry Stander        | mannen           |           |                            |
|                      |                  |           |                            |
| Candice Neethling    | vrouwen          |           |                            |
| Weg                  |                  |           |                            |
| Daryl Impey          | wegwedstrijd (m) | 40e       | 5:54.37                    |
|                      |                  |           |                            |
| Ashleigh Moolman     | tijdrit (v)      | 24e       | tijd: 42.23,57 (+ 4.48,75) |
| Ashleigh Moolman     | wegwedstrijd (v) | 16e       | tijd: 3:35.56              |
| Robyn de Groot       | wegwedstrijd (v) | -         | buiten tijd                |
| Joanna van de Winkel | wegwedstrijd (v) | 28e       | tijd: 3:35.56              |

### Zeilen
| Olympiër                  | Onderdeel | Resultaat | Prestatie |
| ------------------------- | --------- | --------- | --------- |
| Roger Hudson Asenathi Jim | 470 (m)   |           |           |

### Zwemmen
Mannen
| Olympiër                                                      | Onderdeel         | Resultaat | Prestatie                                                           |
| ------------------------------------------------------------- | ----------------- | --------- | ------------------------------------------------------------------- |
| Gideon Louw                                                   | 50m vrije slag    | 9e        |                                                                     |
| Gideon Louw                                                   | 100m vrije slag   | 9e        |                                                                     |
| Roland Mark Schoeman                                          | 50m vrije slag    | 6e        |                                                                     |
| Graeme Moore                                                  | 100m vrije slag   | 21e       |                                                                     |
| Heerden Herman                                                | 400m vrije slag   | 25e       |                                                                     |
| Heerden Herman                                                | 1500m vrije slag  | 21e       |                                                                     |
| Charl Crous                                                   | 100m rugslag      | 12e       |                                                                     |
| Darren Murray                                                 | 200m rugslag      | 25e       |                                                                     |
| Cameron van der Burgh                                         | 100m schoolslag   | Goud      | serie 4: 59,79 (2e; 6e tijd) HF: 58,83 OR (1e; 1e tijd) F: 58,46 WR |
| Chad le Clos                                                  | 100m vlinderslag  | Zilver    | 51,44                                                               |
| Chad le Clos                                                  | 200m vlinderslag  | Goud      | serie 3: 1.55,23 (2e; 4e tijd) HF: 1.54,34 (2e; 2e tijd) F: 1.52,96 |
| Chad le Clos                                                  | 200m wisselslag   | -         | serie 3: 1.59,45 (3e) HF 2: 1.58,49 (7e) F: trok zich terug         |
| Chad le Clos                                                  | 400m wisselslag   | 5e        |                                                                     |
| Darian Townsend                                               | 200m wisselslag   | 21e       |                                                                     |
| Riaan Schoeman                                                | 400m wisselslag   | 19e       |                                                                     |
| Gideon Louw Graeme Moore Roland Mark Schoeman Leith Shankland | 4x100m vrije slag | 5e        |                                                                     |
| Jean Basson Heerden Herman Graeme Moore Sebastien Rousseau    | 4x200m vrije slag | 7e        |                                                                     |
| Cameron van der Burgh Chad le Clos Charl Crous Gideon Louw    | 4x100m wisselslag | 13e       |                                                                     |
|                                                               |                   |           |                                                                     |
| Troyden Prinsloo                                              | 10 km open water  | 12e       | tijd: 1:50.52,9                                                     |

Vrouwen
| Olympiër          | Onderdeel        | Resultaat | Prestatie      |
| ----------------- | ---------------- | --------- | -------------- |
| Trudi Maree       | 50m vrije slag   | 36e       |                |
| Karin Prinsloo    | 200m vrije slag  | 20e       |                |
| Karin Prinsloo    | 200m rugslag     | 16e       |                |
| Wendy Trott       | 400m vrije slag  | 22e       |                |
| Wendy Trott       | 800m vrije slag  | 12e       |                |
| Suzaan van Biljon | 100m schoolslag  | 11e       |                |
| Suzaan van Biljon | 200m schoolslag  | 7e        |                |
| Kathryn Meaklim   | 200m wisselslag  | 24e       |                |
| Kathryn Meaklim   | 400m wisselslag  | 16e       |                |
|                   |                  |           |                |
| Jessica Roux      | 10 km open water | -         | niet gefinisht |